# Pandora bilirata
Pandora bilirata is een tweekleppigensoort uit de familie van de Pandoridae. De wetenschappelijke naam van de soort is voor het eerst geldig gepubliceerd in 1855 door Conrad.